# Tamāra Soboļeva
Tamāra („Tamiņa”) Kristiņa (cunoscută mai mult ca Tamāra Soboļeva; n. 14 februarie 1937, Stompaki⁠(d), parohia Susāji⁠(d), Balvi Municipality⁠(d), Letonia) este o actriță letonă de teatru și film.

## Biografie
S-a născut în anul 1937 în satul Stompaki⁠(d) din parohia Susāji⁠(d) (Letonia). În perioada ocupării Letoniei de către URSS și a începerii primelor deportări, Tamāra locuia împreună cu sora, mama și bunica ei în orașul Viļaka⁠(d), unde mama ei avea un mic salon de coafură. Ele au rămas acolo, dar tatăl lor a fost deportat mai departe, iar ulterior s-au mutat în orașul natal al bunicii ei - Jelgava. Tamāra Soboļeva a dat admitere în 1956 la Facultatea de Teatru a Conservatorului de Stat din Letonia⁠(d), dar a fost exclusă de pe lista persoanelor admise, așa că a intrat la Școala de Muzică din Jelgava pentru a studia dirijatul corului. La scurt timp după ce a intrat la Școala de Muzică, a aflat că a fost înscrisă la cursurile serale ale Facultății de Teatru, așa că a studiat ziua la Jelgava timp de un an, iar apoi făcea naveta la Riga pentru a urma cursurile serale de teatru. După susținerea lucrării de diplomă, în care a interpretat-o pe Ieviņa în Skroderdienas Silmačos⁠(d) de Rūdolfs Blaumanis, Soboļeva a fost repartizată la Teatrul Tineretului din Riga⁠(d). Cel mai cunoscut rol pe care l-a jucat pe scena Teatrului Tineretului a fost Brālītis din piesele Brālītis un Karlsons, kas dzīvo uz jumta și Karlsons lido atkal, pe care l-a jucat timp de 18 sezoane de la mijlocul anilor 1960 până la începutul anilor 1990 și care a fost foarte popular în rândul spectatorilor.
După ce Teatrul Tineretului a fost desființat în 1992, Soboļeva a trecut printr-o perioadă grea timp de doi ani, din moment ce avea o pensie de doar 15 lats. În 1994 a devenit agent poștal la centrul de abonamente „Diena” și a livrat timp de 15 ani până la 60 kg de ziare Diena în locuințele din orașul Riga. A deținut pentru o vreme un magazin de coloniale pe strada Ģertrūdes, dar a trebuit să renunțe după ce guvernul i-a impus să opteze între muncă și pensie. În anul 2010 s-a mutat în orașul Jelgava, într-o casă construită de socrul ei.
În 1999, regizorul Viesturs Kairišs a invitat-o să joace în piesa Șarpele, pe care a pus-o în scenă în anul 2000 la Teatrul Nou din Riga. Tamāra Soboļeva este cunoscută pentru rolul din serialul Cerību iela 21⁠(d) (2008–2009), precum și pentru rolul războinicei Tamāra din lungmetrajul Džimlai rūdi rallallā⁠(d) (2014).

## Viața personală
Tamāra Soboļeva s-a căsătorit în anul 1963 cu Imantas Kristiņa, student al Facultății de Chimie la acea vreme, pe care l-a cunoscut într-un tren. Cei doi au împreună două fiice adulte: Ieva și Ilze și șase nepoți.

## Activitatea teatrală (selecție)
- Rūdolfs Blaumanis: Skroderdienas Silmačos⁠(d) — Ieviņa
- Mircea Eliade: Șarpele — dna Solomon

## Filmografie
- Ievas paradīzes dārzs⁠(d) (1990)
- Izpostītā ligzda⁠(d) (film TV, 1998)
- Cerību iela 21⁠(d) (serial TV, 2008–2009) – Skaidrīte Krauja
- Džimlai rūdi rallallā⁠(d) (2014) – Tamāra